# Isola di Tokashiki
Tokashiki (in giapponese 渡嘉敷島?, Tokashiki-jima) è una delle isole Kerama, un gruppo di isole giapponesi appartenenti all'arcipelago delle Ryūkyū, nell'oceano Pacifico.
Dal punto di vista amministrativo, fa parte del distretto di Shimajiri della prefettura di Okinawa.
Ha una superficie di 15,31 km² e una popolazione di 760 abitanti (nel 2010), tutti ospitati nel villaggio di Tokashiki (渡嘉敷村?, Tokashiki-son).